# Socialistická strana (Portugalsko)

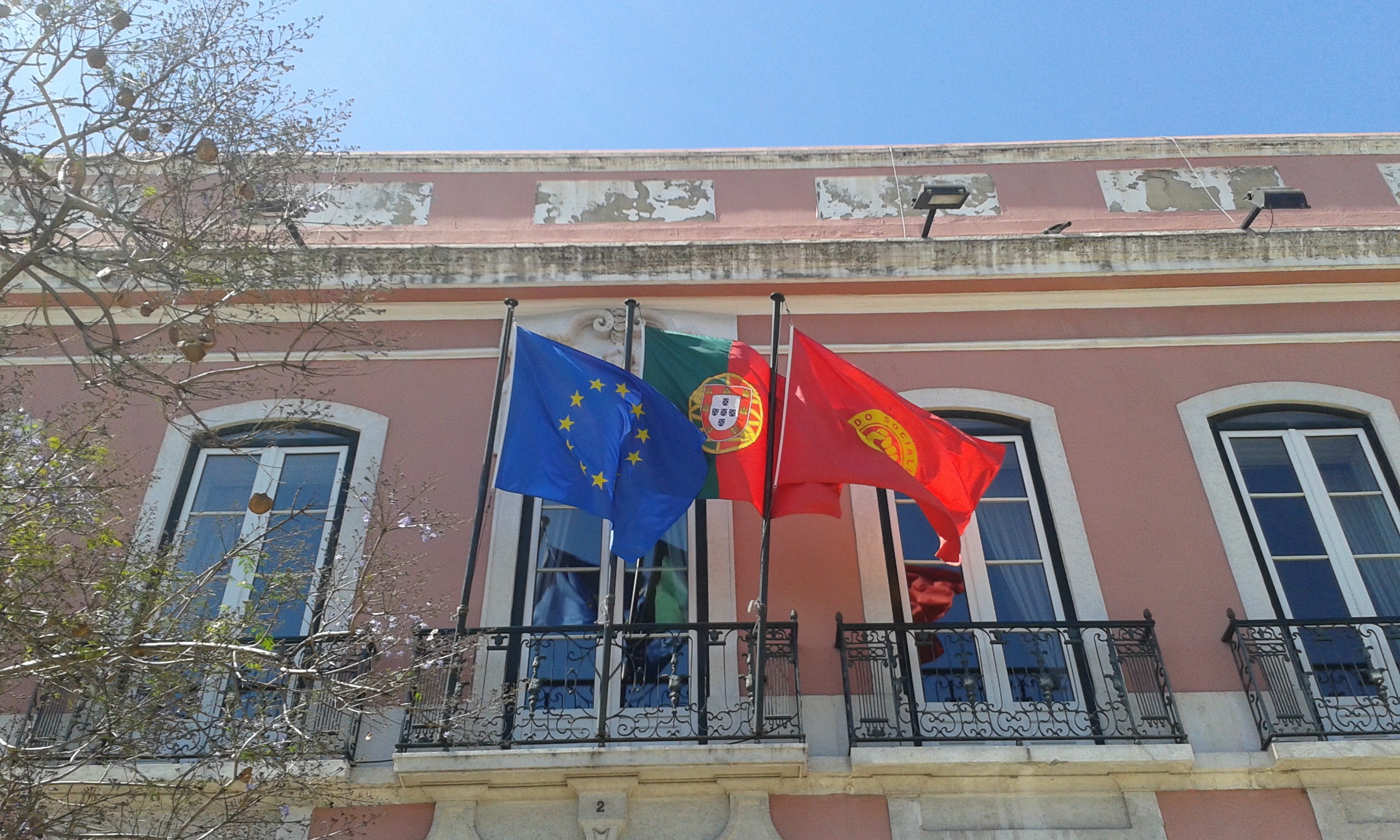
Sídlo strany v Lisabonu, na adrese Largo do Rato 2, 1269–143

Socialistická strana, portugalsky Partido Socialista, je sociálnědemokratická portugalská politická strana. Založena byla roku 1973, ještě v exilu v Německu, v době Salazarovy diktatury. Okruh zakladatelů pocházel z Acção Socialista Portuguesa (Portugalská socialistická akce), tedy hnutí založeného roku 1964. Skupinu zakladatelů vedl Mário Soares, jenž se stal prvním předsedou strany a byl jím až do roku 1986. Po karafiátové revoluci roku 1974 strana začala působit v Portugalsku a stala se jednou z nejdůležitějších sil nového demokratického systému. Soares se v roce 1976 stal prvním demokraticky zvoleným premiérem. Byl jím až do roku 1978 a znovu držel premiérský post v letech 1983-1985. Strana měla od té doby další tři premiéry: Antónia Guterrese (1995-2002), José Sócratese (2005-2011) a Antónia Costu (od 2015). Soares se stal i portugalským prezidentem (1986-1996), strana prosadila na prezidentský post poté ještě Jorge Sampaia (1996-2006). Strana je členem Socialistické internacionály, Progresivní aliance a Strany evropských socialistů. V Evropském parlamentu sedí její členové ve frakci Pokrokové spojenectví socialistů a demokratů. K roku 2021 měla strana 74 tisíc členů. Zajímavostí je, že stranickou hymnou je Internacionála, která je ve střední Evropě spojována s komunistickým hnutím, a že hlavní středopravicový a konzervativní rival portugalských socialistů nese název Sociálně demokratická strana, ačkoli pojem sociální demokracie je ve střední Evropě spojen s levým středem.